# Pollyanna (serie animata)
Pollyanna (愛少女ポリアンナ物語?, Ai shōjo Porianna monogatari, lett. "La storia di Pollyanna, la bambina dell'amore") è una serie animata giapponese prodotta dalla Nippon Animation come parte del World Masterpiece Theater e basata sui romanzi Pollyanna e Pollyanna cresce di Eleanor H. Porter. La serie è composta da 51 episodi ed è andata in onda fra il 12 gennaio e il 28 dicembre 1986 su Fuji TV. In Italia la serie è stata trasmessa per la prima volta su Italia 1 dal 12 giugno 1987.

## Trama
Pollyanna è una bambina di 8 anni che vive con il padre, pastore nella locale chiesa, dopo la morte della madre. Tra padre e figlia vi è un ottimo rapporto e il pastore in particolare insegna a Pollyanna "il gioco della felicità", un particolare modo di vedere la vita sempre in positivo, nonostante le avversità. Purtroppo un giorno anche il padre muore e la bambina viene affidata alle signore dell'assistenza, fino a che un giorno arriva una lettera dalla cognata Miss Polly Harrington che dice di volerla accogliere nella sua dimora a Beldingsville.
La zia di Pollyanna riteneva il cognato in parte responsabile della morte della sorella, che lui aveva condotto in una vita disagiata e di povertà contro il volere della sua famiglia. Per questo inizialmente accoglie piuttosto freddamente la bambina, ma col passare dei giorni Pollyanna con la sua dolcezza e il suo buon carattere faranno sì che zia Polly si affezioni a lei e la veda sempre più come una figlia. Anche la servitù della zia si affezionerà profondamente alla bambina e Pollyanna non faticherà a farsi tanti amici nella nuova città dove è andata a vivere.
La vita procede in armonia, quando un brutto giorno Pollyanna viene investita da un'automobile e rimane paralizzata. In questo frangente la forza d'animo della bambina, gli insegnamenti del padre e soprattutto il "gioco della felicità", che le suggeriva sempre di guardare alla vita con occhio positivo, avranno il sopravvento sulla terribile nuova situazione che la bambina è costretta a vivere. Quando però la bambina è ormai rassegnata alla sua nuova condizione, un bravissimo medico, il dott. Chilton, riuscirà a trovare la cura giusta per farla di nuovo camminare.
Il medico non è altri che il vecchio fidanzato della zia e gli avvenimenti riavvicineranno i due che scopriranno che il loro amore non è ancora finito. Ma quando dopo il matrimonio tra zia Polly e il medico la felicità sembra sia entrata nella vita di Polly e Pollyanna, il dott. Chilton rimarrà vittima di un incidente mortale. Pollyanna e la zia rimarranno quindi di nuovo sole, ma entrambe sanno che potranno sempre contare sul grande affetto che ormai le unisce profondamente.

## Personaggi

### Protagonisti
Pollyanna Whittier
Pollyanna Whittier è la protagonista dell'anime. È una bambina di 8 anni, rimasta orfana di entrambi i genitori, che grazie al suo "gioco della felicità", insegnato da suo padre, riesce a essere sempre felice trascurando i lati negativi per cogliere quelli positivi. Bambina solare, allegra, tenace e piena di vita e di una grande forza di volontà, è praticamente impossibile non affezionarsi a lei. La sua allegria riesce a far ritrovare la felicità a qualunque persona, grazie anche all'insegnamento del suo gioco della felicità alla gente. Ha delle lentiggini sul viso, che lei detesta. Nel corso della serie incontra tante persone che aiuterà e incoraggerà a ricominciare ad apprezzare la vita. Dopo essere stata investita da un'automobile, rimane paralizzata senza speranze, e pertanto in un primo momento si lascia prendere dallo sconforto ed entra in depressione, ma poi torna a camminare grazie a un intervento chirurgico eseguito dal dottor Ames.
Doppiata da Mitsuko Horie (giapponese), Dania Cericola (italiano)
Polly Harrington
È la sorella minore della madre di Pollyanna, Jenny Harrington, e quindi zia biologica di Pollyanna. Dopo la morte dei genitori della bambina, accetta di allevarla, dal momento che le ultime volontà del padre volevano ciò. Inizialmente si presentava molto fredda, scontrosa e severa con sua nipote, dandole la peggiore stanza della casa per dormire (la soffitta), riempiendola di doveri (come studiare pianoforte, cosa che Pollyanna faceva controvoglia) e non lasciandole il tempo per giocare com'era abituata. Tutto ciò perché lei odiava il padre della bambina, John Whittier, dal momento che lo considerava il responsabile dei disordini avvenuti in casa Harrington, e anche della morte della sorella, in quanto l'ha fatta passare dalla ricchezza alla povertà. Quando Pollyanna è stata investita capisce di essere stata troppo dura con la bambina e vederla abbandonarsi al dolore la fa soffrire e fa di tutto per aiutarla e incoraggiarla, rendendosi anche conto di quanto Pollyanna sia stata d'aiuto per tante persone grazie alla sua allegria. Dopo la difficile operazione, si è pentita di tutti gli atteggiamenti che ha usato con Pollyanna.
Doppiata da Masako Nozawa (giapponese), Elisabetta Cesone (italiano)
Nancy
È la cameriera di Polly Harrington. Si affeziona subito a Pollyanna, vista la sua dolcezza, ed anche per la severità nei confronti della bambina. Inoltre ha promesso che giocherà sempre al "gioco della felicità".
Doppiata da Keiko Han (giapponese), Marcella Silvestri (italiano)
Jimmy Bean Pendelton
È un bambino che Pollyanna incontra nel bosco, rimasto orfano di entrambi i genitori e lasciato su una strada dal momento che nessun orfanotrofio voleva accoglierlo. Per dargli una casa Pollyanna inizialmente chiede alla zia se può ospitarlo, ma lei rifiuta, e parla al comitato di beneficenza di poter trovargli una sistemazione, ma anche questo tentativo si è rivelato vano. Pertanto Jimmy e Pollyanna decidono di costruire una baracca (definita castello) nel bosco di Pendelton, diventando così migliori amici. Jimmy si è ritenuto il responsabile della paralisi di Pollyanna, dal momento che è stata investita nel momento in cui si sono recati a prendere dei documenti sulle sue origini. In seguito è stato adottato da John Pendelton, potendo avere così una vera casa. Si scopre verso la fine che è Jamie Kent, il figlio di Edward Kent, il nipote che Ruth Carew ha tanto cercato. Tuttavia, lui decide di restare a vivere da Pendelton.
Dal momento che suo padre Edward Kent odiava il nome Jamie visto che gli sembrava il nome di una femminuccia (in realtà è assessuato), inizialmente ha fatto fatica ad accettare Jamie, infuriandosi ogni volta che Pollyanna parlava di lui, ma poi sono diventati amici.
Doppiato da Eiko Yamada (giapponese), Paola Tovaglia (italiano)
John Pendelton
È un uomo che è entrato in uno stato di isolamento, dal momento che è stato rifiutato da Jenny Harrington di cui era innamorato. Era scontroso, solitario e asociale e stava antipatico a tutti. Quando lo incontra per la prima volta, Pollyanna prova a parlargli, riuscendo a farlo sorridere. Un giorno, mentre Pollyanna gioca con Jimmy, lo trova nel suo bosco con una gamba fratturata, e quindi chiede di contattare il dottor Chilton. Da allora, Pollyanna va a casa sua tutti i giorni per accertarsi delle sue condizioni, e il signore trova molto piacevole la sua compagnia riuscendo così a uscire dallo stato d'isolamento che lo perseguitava da 10 anni e tra i due si instaura un rapporto molto stretto. Trova piacevole la compagnia di Pollyanna, tanto che le chiede di adottarla legalmente, ma lei rifiuta dal momento che ha già sua zia. In seguito, dopo una proposta di Pollyanna, decide di adottare Jimmy Bean al quale vorrà bene come se fosse veramente suo figlio. Alla fine della serie, si sposa con Ruth Carew.
Doppiato da Banjō Ginga (giapponese), Raffaele Farina (ep.8-33, italiano), Antonio Paiola (ep. 41-51, italiano)
Thomas Chilton
È un medico che Pollyanna incontra quando John Pendelton si frattura la gamba nel bosco. Uomo gentile, responsabile e onesto è molto bravo nel suo lavoro e ha un approccio amichevole con i suoi pazienti, suscitando fiducia. Quando gli ha telefonato per la prima volta, la bambina rimane sconvolta dal momento che la voce le ricorda il suo defunto padre. Pollyanna si trova molto bene a stare e a parlare con lui, dal momento che le ricorda suo padre, e diventano in breve tempo buoni amici. Lui era il fidanzato di Polly Harrington, e si sono lasciati perché in una discussione ha difeso John Whittier, il padre di Pollyanna. Per questo motivo, la zia di Pollyanna, non vuole sentire parlare di lui per un lungo periodo di tempo. Dopo che Pollyanna è rimasta paralizzata, è riuscito a trovare un medico che la possa operare per poterla far tornare a camminare, il dottor Ames. Pertanto, Polly ha deciso di parlare nuovamente con lui, dopo molti anni. Inoltre si scopre che sono ancora innamorati, e si sposano. Dopo pochi mesi, Chilton muore cadendo da un precipizio a causa di una tempesta, lasciando in una profonda depressione Polly e Tom, a cui fortunatamente guariscono grazie all'aiuto di Pollyanna, Jimmy, il signor Pendleton e Ruth Carew.
Doppiato da Hideyuki Tanaka (giapponese), Marco Balzarotti (italiano).
Tom, Dargene e Timothy
È la famiglia che lavora come domestici a casa Harrington. Tom è il più anziano di tutti e lavora prevalentemente come giardiniere. Dargene è la moglie di Tom. Timothy è il loro figlio e si occupa specialmente di condurre il calesse della famiglia Harrington.
Doppiati da Ken'ichi Ogata (Tom, giapponese), Maurizio Scattorin (Tom, italiano), Hideyuki Hori (Timothy, giapponese), Guido Rutta (Timothy, italiano), Takako Kondo (Dargene, giapponese), Lia Rho Barbieri (Dargene, italiano).
Pon Pon
(Tip-Mac nella versione giapponese) È l'inseparabile scoiattolo di Pollyanna. Quando è arrivato a Beldingsville a casa Harrington, la zia non l'ha visto bene e ha minacciato di volerlo portare via in un posto lontano. Tuttavia, i domestici si sono presi la responsabilità, e pertanto è potuto restare con Pollyanna a patto che non entri in casa. Quando si ammala, il veterinario consiglia di starli vicino per poterlo far guarire al meglio. Siccome Polly non vuole che entri in casa, Pollyanna si trova costretta a passare diverse notti fuori casa, anche sotto la pioggia, fino a quando Nancy riesce a convincere Polly a far entrare Pon Pon in casa.
Quando Pollyanna è andata a Boston, Pon Pon si perde, lasciando la bambina nella disperazione, fino a quando scopre che è stato trovato da Jamie, che gli ha dato il nome di Lancillotto. Quando Pollyanna gli dice che quello scoiattolo è suo, Jamie lo restituisce a lei.
Ruth Carew (Watherby)
È una donna molto elegante e ricca, e bella tanto da colpire Timothy e il signor Pendelton. A causa di varie disgrazie avvenute nella sua famiglia (le sono morti il marito e il figlio, la sorella Doris e il suo nipote Jamie, figlio di Doris è stato portato via da suo padre, Edward Kent, scomparendo), è entrata in un profondo stato di depressione e di solitudine e ha deciso di non uscire più di casa. Per aiutarla a uscire da quello stato di depressione, sua sorella Della ha deciso di farle conoscere Pollyanna, dal momento che se la bambina stava a Boston poteva completare la riabilitazione più velocemente con benefici anche per Ruth.
Grazie all'aiuto di Pollyanna è riuscita finalmente a farla sorridere, uscire di casa, per andare in chiesa e al parco. Comunque la sua unica speranza per poter tornar felice è quella di riuscire a trovare Jamie Kent, il suo nipote scomparso, le cui ricerche proseguono da diversi anni con esiti vani. Dal momento che James (un bambino che Pollyanna ha incontrato nel parco) le ricorda la dolcezza del nipote, sotto la proposta di Pollyanna e Della decide di adottarlo, e si affeziona talmente tanto da voler far sì che fosse il vero Jamie e torna a essere felice. Tuttavia, dal momento che ormai è ovvio che James non è quello che Ruth sta cercando, decide di continuare le ricerche di Jamie Kent. In seguito si scopre che Jamie Kent è Jimmy Bean Pendelton, l'amico di Pollyanna, che però vuole restare a vivere con il signor Pendelton. Ruth si rende conto che è la scelta migliore, e pertanto resta a vivere con James, il quale saprà della verità solo quando sarà più maturo. Alla fine della serie si sposa con John Pendelton.
Doppiata da Masako Ikeda (giapponese), Tullia Piredda (ep. 30-39, italiano), Milena Albieri (ep. 40-51, italiano).
James
È un bambino che Pollyanna incontra nel parco di Boston. Non può camminare, ed è rimasto orfano dei propri genitori. Pertanto è stato adottato dalla madre di Micky. Vive in una famiglia povera, che lo costringe a digiunare anche per diversi giorni, e la situazione della casa in cui vive non è certo delle migliori. Tuttavia riesce a cogliere il lato positivo delle cose come Pollyanna scrivendo su un quaderno tutte le cose che lo rendono felici. È un bambino molto umile, infatti alla prima proposta di adozione da parte di Ruth Carew ha rifiutato, consapevole di essere solo un peso per una persona estranea, e ha accettato solo quando si è reso conto che la signora gli vuole realmente bene. Inoltre si considera solo un sostituto del vero Jamie Kent, pertanto appena viene trovato si è imposto di tornare dalla madre di Micky (e quindi alla vita di prima) con lo scopo di non dare peso alla signora Carew. Quando Ruth Carew ha scoperto che Jamie Kent è Jimmy Bean Pendelton, ha deciso su proposta di Pollyanna, Pendelton, Jimmy e Polly, di dirgli la verità solo quando James sarà più maturo, e pertanto è rimasto a vivere con Ruth Carew, subendo così l'intervento chirurgico che gli ha dato la possibilità di camminare.
Doppiato da Naoko Watanabe (giapponese), Paolo Torrisi (italiano).

### Personaggi secondari
John Whittier
È il padre di Pollyanna, ed è il pastore della chiesa del villaggio in cui è cresciuta Pollyanna. È un uomo molto buono, che ha insegnato a sua figlia il "gioco della felicità", con la motivazione che il Signore vuole che siamo tutti felici dal momento che nella Bibbia la parola "gioia" con i suoi derivati è ripetuta ben 600 volte. È cardiopatico, e pertanto deve assumere dei farmaci regolarmente. A causa di un primo infarto avvenuto nel primo episodio s'indebolisce molto, e nel secondo episodio ha un altro infarto che risulta fatale, uccidendolo.
Doppiato da Hideyuki Tanaka (giapponese), Enrico Carabelli (italiano).
Jenny Harrington Whittier
Era la defunta madre di Pollyanna e sorella maggiore di Polly. Appare solamente in alcuni flashback.
Doppiata da Naoko Watanabe (giapponese), Patrizia Salmoiraghi (italiano).
Molly White
È una donna che lavora in un comitato di beneficenza della chiesa locale. Ci tiene molto al fatto che Pollyanna impari le buone maniere, ed è molto severa in tal senso. Dopo che il padre della bambina muore, decide di accudirla come se fosse una figlia, ma tuttavia il padre ha già espresso la sua volontà di lasciarla alla zia Polly, e pertanto ha dovuto separarsene.
Karen
È la migliore amica di Pollyanna nei primi episodi. Dopo che Pollyanna si trasferisce, le due bambine non si incontrano più.
Mrs. Snow
È una signora molto malata, rinchiusa in una camera da letto per anni con le tende chiuse. Non riesce mai ad accontentarsi di niente. Pollyanna riesce a darle la felicità, e a farle aprire le tende per vedere il cielo, e pertanto le sue condizioni di salute sono migliorate notevolmente.
Doppiata da Grazia Migneco (ep. 11, 45, 48-49, italiano), Angela Ciccorella (ep. 28, italiano).
Dottor Warren
È il medico della famiglia Harrington. Si è occupato della paralisi di Pollyanna senza alcun risultato.
Dottor Mead
È uno specialista di New York, conosciuto come uno dei migliori medici. Anche lui non ha lasciato speranze sul fatto che Pollyanna possa tornare a camminare.
Dottor Ames
È un chirurgo di Boston. Grazie al suo intervento chirurgico Pollyanna è potuta tornare a camminare, nonostante le probabilità del 20%. Inoltre, sempre grazie alle sue mani, anche Jamie ha potuto iniziare camminare.
Della Wetherby
È l'infermiera del dottor Heims. È una ragazza molto bella e gentile. È la sorella di Ruth Carew.
Doppiata da Rihoko Yoshida (giapponese), Patrizia Salmoiraghi (italiano).
Mary
È la domestica della famiglia Carew.
Doppiata da Rihoko Yoshida (giapponese), Adriana Libretti (italiano).
Mickey
È il fratello adottivo di Jamie e si occupa di distribuire i giornali per la città di Boston. Quando Pollyanna si è persa per cercare Pon Pon, l'ha accompagnata a casa Carew.
Doppiato da Mauro Ramerio (ep. 32-38, italiano), Milena Albieri (ep. 51, italiano)
Sadie Dean
È una bambina facente parte di una ricca famiglia di Boston, vicina di casa di Ruth Carew. Inizialmente si rivela molto scontrosa e antipatica nei confronti di Pollyanna, dal momento che mentre cercava Pon Pon, le ha dato della "ladra". Tuttavia, durante la festa di addio, diventano amiche. Inoltre, nello stesso momento diventa amica anche di Jamie. È una bambina molto vanitosa e sogna di essere una donna bellissima. Quando arriva a Beldingsville diventa amica anche di Jimmy.
Doppiata da Yumi Takada (giapponese), Donatella Fanfani (ep. 31-32, 39-40, italiano), Lisa Mazzotti (ep. 47-51, italiano).

## Dal romanzo all'anime

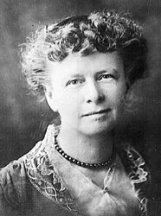
Eleanor H. Porter

La serie animata è la trasposizione dei romanzi "Pollyanna" e "Pollyanna cresce" di Eleanor H. Porter, rispettivamente del 1913 e del 1915.
Nonostante la serie segua con estrema fedeltà i due romanzi, nella seconda parte della serie (che coincide con gli episodi 28 - 51), dove viene dato spazio alla narrazione di quanto riportato nel libro "Pollyanna cresce", si può notare un'importante modifica rispetto al romanzo originale: Pollyanna non viene fatta crescere. Nel romanzo infatti, dopo aver subito l'operazione che le fa riacquistare l'uso delle gambe, Pollyanna va ad abitare a Boston per un po' di tempo, affidata come "toccasana" a Ruth Carew, la sorella dell'infermiera che ha avuto in cura la piccola, la quale è in un profondo stato di depressione dopo l'improvvisa sparizione del nipotino, Jamie Kent. Pollyanna riesce a riportare la luce nella vita della donna e a farle adottare un ragazzino povero, nel quale la piccola crede di riconoscere il nipote perduto di Mrs. Carew. Infatti il ragazzino si chiama Jamie e non ha memoria del suo passato.
Dopo questo ennesimo successo, Pollyanna torna a Beldingsville, dopodiché, nel romanzo passano 6 anni e Pollyanna compie 20 anni. La morte del dottor Chilton, la tristezza della zia Polly, le vacanze di Pollyanna in compagnia di Jimmy, Jamie e Ruth Carew, la scoperta del vero Jamie Kent, il fidanzamento di John Pendleton con Mrs. Carew, sono tutti avvenimenti che nel romanzo vengono affrontati quando Pollyanna è adulta, mentre nell'anime Pollyanna rimane sempre bambina e, di conseguenza, il suo fidanzamento con Jimmy Bean, l'opposizione della zia Polly al loro matrimonio e la felice conclusione del secondo romanzo vengono omessi.
Va notato anche come nell'anime sia stata alterata l'età della protagonista per farla apparire il più giovane possibile (nell'anime Pollyanna all'inizio ha otto anni, nel romanzo undici), accorgimento adottato altre volte nell'ambito del World Masterpiece Theater, come in Cantiamo insieme con la protagonista Maria o in Papà Gambalunga con la protagonista Judy, entrambe ringiovanite di circa quattro anni rispetto ai romanzi.

## Sigle
Sigle di apertura giapponesi
- Shi-a-wa-se Carnival, interpretata da Youki Kudoh (ep. 1-27)
- Hohoemu Anata ni Aitai, interpretata da Youki Kudoh (ep. 28-51)

Sigle finali giapponesi
- Ai ni Naritai, interpretata da Youki Kudoh (ep. 1-27)
- Shiawase, interpretata da Youki Kudoh (ep. 28-51)

Sigla italiana
- Pollyanna, interpretata da Cristina D'Avena

## Distribuzione

### Edizione italiana
In Italia la serie è stata trasmessa su Italia 1 dal 12 giugno al 26 settembre 1987. Nell'edizione italiana l'anime è diventato interamente un flashback, dal momento che la voce adulta di Pollyanna funge da narratrice per l'intera storia, particolarità invece assente nella versione originale giapponese. Successivamente la serie è stata replicata numerose volte dalla stessa Italia 1 oltre che da altri canali Mediaset quali Italia Teen Television, Boing e Hiro. Il doppiaggio italiano è stato effettuato presso lo Studio P.V. di Milano sotto la direzione di Enrico Carabelli. La traduzione dal giapponese è di Daniela Veloce e Paola D'Accardi, mentre i dialoghi italiani sono curati da Marinella Armagni.

### Edizioni home video
In Italia venne anche realizzato un film di montaggio di 90 minuti ricavato dagli episodi della serie, distribuito in VHS dalla Penta Video per la collana Bim Bum Bam Video.

## Episodi
| Nº | Titolo italiano Giapponese 「Kanji」 - Rōmaji | In onda           | In onda           |
| Nº | Titolo italiano Giapponese 「Kanji」 - Rōmaji | Giapponese        | Italiano          |
| 1  | Piccola, dolce Pollyanna 「教会の小さな娘」 - kyoukai no chiisa na musume | 5 gennaio 1986    | 12 giugno 1987    |
| 1  | Pollyanna è preoccupata. Suo padre, il reverendo John, non sta molto bene. Durante una riunione, che si tiene presso la chiesa, la piccola si mette a spiare da una finestra. Sorpresa dalla signora White, viene sgridata. Quando si lamenta con il padre dell'accaduto, lui le fa capire che è stata rimproverata per un solo motivo: deve imparare le buone maniere. |                   |                   |
| 2  | Addio, papà! 「死なないで父さん」 - shina naide tousan | 12 gennaio 1986   | 15 giugno 1987    |
| 2  | Il padre di Pollyanna, gravemente ammalato, rifiuta il cibo. La piccola decide allora di andare a raccogliere nel bosco delle fragole, di cui il papà è molto goloso. Spera così di fargli tornare l'appetito. Nel bosco vive una brutta avventura a causa di un orso. Tornata a casa il padre mangia con gioia le fragole. Sembra riprendersi. Un'ennesima crisi cardiaca però gli è fatale. |                   |                   |
| 3  | Un triste giorno 「丘の上の讃美歌」 - oka no ueno sanbi uta | 19 gennaio 1986   | 17 giugno 1987    |
| 3  | Pollyanna, affranta, partecipa ai funerali del padre accompagnata da Mrs. White che l'accoglie in casa sua come una figlia. Si scopre però che suo padre, sentendo di aver poco da vivere, ha provveduto ad affidarla a una zia che Pollyanna non ha mai conosciuto. Ubbidiente ai voleri del padre, la piccola si prepara così ad un lungo viaggio per raggiungere la zia. |                   |                   |
| 4  | La grande città 「見知らぬ町へ」 - mishira nu machi he | 26 gennaio 1986   | 19 giugno 1987    |
| 4  | Pollyanna arriva a Beldingsville, dove vive sua zia, Polly Harrington, e viene accolta da Nancy, cameriera di casa Harrington, e Timothy, lo stalliere. La bambina è emozionatissima all'idea d'incontrare la zia, ma riceve una ben fredda accoglienza: la zia Polly è infatti una donna severa e scontrosa e destina alla nipotina una stanzetta buia nella soffitta. |                   |                   |
| 5  | La promessa di Nancy 「ナンシーの約束」 - nanshi no yakusoku | 2 febbraio 1986   | 22 giugno 1987    |
| 5  | Nancy, profondamente intenerita da Pollyanna, è indignata dalle maniere di zia Polly. Dopo averla trovata a piangere disperata in soffitta, la buona cameriera prende a cuore le sorti della bambina e promette a se stessa di non abbandonarla mai. |                   |                   |
| 6  | Il vestito nuovo 「新しい服騒動」 - atarashi i fuku soudou | 9 febbraio 1986   | 24 giugno 1987    |
| 6  | Zia Polly organizza rigidamente le giornate di Pollyanna, assegnandole una serie di "doveri" che le lasciano pochissimo spazio per i giochi e la libertà a cui era abituata. Dopo aver constatato la povertà del guardaroba della ragazzina, la porta a far spese. Durante la notte Pollyanna decide di andare a dormire sul tetto della veranda a causa del caldo soffocante della sua stanzetta. |                   |                   |
| 7  | Tanto meglio così! 「うれしいおしおき」 - ureshiioshioki | 16 febbraio 1986  | 26 giugno 1987    |
| 7  | Zia Polly cerca di inculcare in Pollyanna in senso del dovere, ma la bambina continua a seguire la sua filosofia di vita grazie alla quale è in grado di trovare il lato piacevole di ogni situazione. In questo modo anche i castighi impartiti da sua zia diventano occasioni di gioia. |                   |                   |
| 8  | Un misterioso incontro 「不思議な紳士」 - fushigi na shinshi | 23 febbraio 1986  | 29 giugno 1987    |
| 8  | Pollyanna fa la conoscenza di John Pendelton, un uomo scorbutico che da più di dieci anni si è isolato dal mondo e non rivolge la parola a nessuno. La sua vita è avvolta da un alone di mistero e sul suo conto girano voci inquietanti. Pollyanna riesce a scambiare qualche parola con lui e a farlo sorridere. |                   |                   |
| 9  | Una visita a Mrs. Snow 「放っておけないわ」 - houtsutte okenaiwa | 2 marzo 1986      | 1º luglio 1987    |
| 9  | Pollyanna si reca a far visita a Mrs. Snow, costretta a letto da una lunga malattia. Contrariamente ad ogni aspettativa, l'anziana signora, nota per il suo carattere scostante, si lascia conquistare dalla fresca spontaneità di Pollyanna. |                   |                   |
| 10 | Una casa per Jimmy 「何とかしなくちゃ!」 - nantoka shinakucha ! | 9 marzo 1986      | 3 luglio 1987     |
| 10 | Pollyanna cerca di convincere sua zia e le signore del comitato di beneficenza ad accogliere in casa Jimmy Beans, un bambino disposto a tutto pur di assicurarsi un tetto. Nessuno vuol prendersi questo impegno, ma i due piccini non si perdono d'animo ed incominciano a costruire una casa. |                   |                   |
| 11 | Nei boschi di Pendelton 「ペンデルトンの森で」 - penderuton no mori de | 16 marzo 1986     | 6 luglio 1987     |
| 11 | Pollyanna, mentre gioca nei boschi di Pendelton con il suo amico Jimmy, rinviene Mr. Pendelton gravemente ferito. La bambina lo soccorre facendo del suo meglio per alleviare le sofferenze del poveretto fino a quando non viene ricoverato all'ospedale. |                   |                   |
| 12 | Una sorpresa per Mrs. Snow 「スノー夫人の驚き」 - suno fujin no odoroki | 23 marzo 1986     | 8 luglio 1987     |
| 12 | Pollyanna va a trovare l'incontentabile Mrs. Snow e le porta "tante cose buone" preparate appositamente per lei. Approfittando dell'assenza di zia Polly si trattiene più del previsto, ma la zia rientrata improvvisamente, non vedendo la nipote in casa, va su tutte le furie. Pollyanna riesce a calmare la zia ed evitare il castigo. Intanto Ponpon, un delizioso animaletto, scompare. |                   |                   |
| 13 | Dov'è Ponpon? 「おば様はお気の毒」 - oba sama hao kinodoku | 30 marzo 1986     | 10 luglio 1987    |
| 13 | Tutta la servitù di casa Harrington è mobilitata alla ricerca di Ponpon. Tom lo trova nell'incavo di un albero, ma l'animaletto tanto amato da Pollyanna non dà segni di vita e nonostante le cure non è certo che riuscirà a guarire. Zia Polly impietosita, permette alla nipote di tenere la bestiola in casa. |                   |                   |
| 14 | Lo specchio dei ricordi 「手鏡の思い出」 - te kagami no omoide | 6 aprile 1986     | 13 luglio 1987    |
| 14 | L'atteggiamento di zia Polly, fredda e scostante nei confronti della nipote, comincia a cambiare. Pollyanna, con la sua dolcezza e la sua sensibilità è riuscita ad intenerire la zia, ormai decisa a darle una stanza più bella, e confortevole. |                   |                   |
| 15 | Il segreto di Pendelton 「不思議な特効薬?」 - fushigi na tokkouyaku ? | 13 aprile 1986    | 15 luglio 1987    |
| 15 | Pollyanna si reca a far visita al signor Pendelton costretto a letto da un incidente. L'uomo è molto contento di vedere la bambina ma quando gli rivela di essere la nipote di Polly Harrington, si chiude in un mutismo ostinato, lasciando perplessa la piccola che non sa spiegarsi le ragioni di un simile comportamento. |                   |                   |
| 16 | Divergenza di opinioni 「怒らないで!おば様」 - ikara naide ! oba sama | 20 aprile 1986    | 17 luglio 1987    |
| 16 | Zia Polly è in continuo contrasto con Pollyanna che, secondo la zia ha un atteggiamento troppo semplicistico. La bambina cerca di assecondarla in tutti i modi e non riesce a capire per quale ragione è così rigida ed intransigente. |                   |                   |
| 17 | Un nuovo amico 「チルトン先生大好き!」 - chiruton sensei daisuki ! | 27 aprile 1986    | 20 luglio 1987    |
| 17 | Molti interrogativi si affacciano alla mente di Pollyanna: perché zia Polly non vede di buon occhio la sua amicizia con alcune persone e perché il signor Pendelton non vuole svelarle il segreto che lo tormenta? Per fortuna c'è il dottor Chilton che ha sempre la risposta giusta. |                   |                   |
| 18 | Un nuovo gioco 「ペンデルトンの謎」 - penderuton no nazo | 4 maggio 1986     | 22 luglio 1987    |
| 18 | Mr. Pendelton non solo ha tanti tesori, ma è anche in grado di inventare giochi nuovi per Jimmy e Pollyanna. All'improvviso però Pollyanna si ammala, destando la preoccupazione di tutti. Sarà la buona Nancy a curarla giorno e notte fino alla guarigione. E, fra una chiacchiera e l'altra, riuscirà anche a svelarle il mistero dell'anziano John Pendelton. |                   |                   |
| 19 | Il segreto 「驚くべき秘密」 - odoroku beki himitsu | 11 maggio 1986    | 24 luglio 1987    |
| 19 | Nancy, convinta di sapere la verità, racconta a Pollyanna che una volta Mr. Pendelton e Miss Polly erano innamorati. Pollyanna felicissima, fa di tutto per convincere i due a tornare insieme. Pendelton, messo alle strette, confessa a Pollyanna che la donna di cui era innamorato non era Polly ma Jennie, la mamma di Pollyanna. |                   |                   |
| 20 | Attenta Pollyanna! 「危ない! ポリアンナ」 - abuna i ! porianna | 18 maggio 1986    | 27 luglio 1987    |
| 20 | Pollyanna accompagna Jimmy all'orfanotrofio per recuperare una busta che contiene documenti relativi alla sua famiglia. I due sperano che una volta visti i documenti, Mr. Pendelton si decida ad adottare Jimmy. Lungo la strada Pollyanna si ferma per soccorrere un passero ferito e viene investita da un'auto. |                   |                   |
| 21 | Una terribile verità 「恐ろしい宣告」 - osoro shii senkoku | 25 maggio 1986    | 29 luglio 1987    |
| 21 | Il dottor Warren, medico di famiglia degli Harrington, presta le prime cure a Pollyanna che resta per molti giorni priva di conoscenza e con la febbre molto alta. Dopo un'ennesima visita il medico esprime i suoi dubbi perché la bambina possa riprendere a camminare, e convince Miss Polly a consultare uno specialista di New York. Purtroppo anche questi non può far altro che confermare la diagnosi del dottor Warren, ma questa volta, dalla porta rimasta socchiusa Pollyanna sente chiaramente le parole espresse dal medico.                                             |                   |                   |
| 22 | Momenti di sconforto 「足が動かない!!」 - ashi ga ugoka nai !! | 1º giugno 1986    | 31 luglio 1987    |
| 22 | Nancy ha fatto credere a Pollyanna che il dottor Mead ha sbagliato la diagnosi, ma la bambina quando si accorge che non vi è alcun miglioramento, cade in un profondo stato di prostrazione. Anche Jimmy rimane sconvolto dalla terribile notizia e si sente in qualche modo responsabile per quanto è accaduto a Pollyanna. |                   |                   |
| 23 | La bambina più amata 「よかったが探せない!」 - yokattaga sagase nai ! | 8 giugno 1986     | 3 agosto 1987     |
| 23 | In città tutti sentono la mancanza di Pollyanna. Mrs. Snow, Mrs. Benton e molti altri si recano quindi a casa degli Harrington per confortare la bambina. Zia Polly, commossa dall'affetto e dalla gratitudine che i suoi concittadini mostrano nei confronti della nipotina, cambia atteggiamento e inizia a fare con Pollyanna il gioco della felicità. Mr. Pendelton dice a Jimmy che lo vorrebbe adottare. |                   |                   |
| 24 | Una nuova speranza 「もう一度歩きたい!」 - mou ichido aruki tai ! | 15 giugno 1986    | 5 agosto 1987     |
| 24 | Jimmy, venuto a sapere che un collega del dottor Chilton potrebbe fare qualcosa per Pollyanna, convince Miss Polly a chiamarlo per un consulto. |                   |                   |
| 25 | Un'operazione difficile 「危険な手術」 - kiken na shujutsu | 22 giugno 1986    | 7 agosto 1987     |
| 25 | Pollyanna viene portata in un ospedale di Boston, dove il dottor Ames la sottoporrà a una difficile operazione. A suo avviso le probabilità che la bimba possa in seguito tornare a camminare sono solo del 20%. Pollyanna si mostra ottimista e decide di farsi operare. |                   |                   |
| 26 | Non lasciarci Pollyanna 「死なないでポリアンナ」 - shina naide porianna | 29 giugno 1986    | 10 agosto 1987    |
| 26 | Miss Polly attende con ansia che l'intervento chirurgico si concluda e ripensa ai momenti trascorsi con la nipote prima dell'incidente. Dopo cinque ore Pollyanna esce dalla sala operatoria: l'intervento è riuscito e la bambina potrà nuovamente camminare. |                   |                   |
| 27 | Sogno d'amore 「第1部 完 愛になりたい」 - dai 1 bu kan ai ninaritai | 6 luglio 1986     | 12 agosto 1987    |
| 27 | Pollyanna e Jimmy, ormai convinti che zia Polly e il dottor Chilton si amino ancora, fanno in modo che i due s'incontrino e si parlino. Finalmente riuniti dopo tanti anni, essi hanno anche la gioia di assistere a un miracolo: Pollyanna torna a camminare e ha trovato un nuovo papà e una nuova mamma. |                   |                   |
| 28 | Nuvole all'orizzonte 「忍びよる影」 - shinobi yoru kage | 13 luglio 1986    | 14 agosto 1987    |
| 28 | Polly Harrington, ormai diventata la signora Chilton, deve accompagnare Pollyanna all'ospedale di Boston una volta alla settimana per la terapia di recupero. Oltre a ciò si è sobbarcata il compito di dare una mano al marito in clinica. Tutto lo stress e le preoccupazioni accumulate hanno alla fine il sopravvento sul fisico. |                   |                   |
| 29 | Addio Beldingesville 「さよなら!ベルディングスビル」 - sayonara ! berudeingusubiru | 20 luglio 1986    | 17 agosto 1987    |
| 29 | Pollyanna deve recarsi ogni settimana all'ospedale di Boston e ciò crea notevoli difficoltà in famiglia. Viene quindi presa la difficile decisione di allontanare da casa la bambina, che andrà a vivere con la sorella di Della per il tempo necessario ad ultimare la terapia di riabilitazione. |                   |                   |
| 30 | La casa di Boston 「大都会ボストンの生活」 - daitokai bosuton no seikatsu | 27 luglio 1986    | 19 agosto 1987    |
| 30 | Arrivata a Boston, Pollyanna viene accompagnata nella lussuosa casa di Mrs. Carew. Nonostante l'accoglienza sia piuttosto fredda, la bambina non si perde d'animo e cerca subito di instaurare un dialogo con la sorella di Della. Soltanto l'indomani si accorge, spaventata, di aver perduto il suo piccolo scoiattolo. |                   |                   |
| 31 | Città di ghiaccio 「チップマックがいない!」 - chippumakku gainai ! | 3 agosto 1986     | 21 agosto 1987    |
| 31 | Ponpon è scomparso. Pollyanna si avventura da sola per la città nella speranza di ritrovarlo e finisce col perdersi. |                   |                   |
| 32 | Pollyanna è salva 「迷子のポリアンナ」 - maigo no porianna | 17 agosto 1986    | 24 agosto 1987    |
| 32 | Grazie all'aiuto di Nicky, uno strillone dal cuore generoso, Pollyanna può far ritorno a casa Carew e riprendere le ricerche di Ponpon. Quando finalmente lo trova, però questi sembra aver cambiato padroncino. |                   |                   |
| 33 | Alla ricerca di Ponpon 「チップマックはどこ?」 - chippumakku hadoko ? | 24 agosto 1986    | 26 agosto 1987    |
| 33 | Pollyanna, in ansia per la scomparsa di Ponpon, torna nel parco per cercarlo e scopre che in sua assenza lo scoiattolo ha preso confidenza con James, un bambino che non può camminare. Pollyanna trova così un nuovo amico del tutto inaspettato. |                   |                   |
| 34 | Il triste segreto di Mrs. Carew 「カリウ夫人の悲しい秘密」 - kariu fujin no kanashi i himitsu | 31 agosto 1986    | 28 agosto 1987    |
| 34 | Arriva la domenica e il desiderio di Pollyanna di andare in chiesa si scontra con l'indifferenza di Mrs. Carew. Ma questa non è che la prima di una serie di scoperte sorprendenti sul suo conto. |                   |                   |
| 35 | Il bambino del parco 「若君ジェームス」 - jaku kun jiemusu | 7 settembre 1986  | 1º settembre 1987 |
| 35 | Pollyanna è decisa a ritrovare il nipotino di Mrs. Carew e pensa di averlo individuato nella figura di James, adottato cinque anni prima dalla madre di Nicky. La bambina fa di tutto perché i due si incontrino casualmente per non creare false speranze; ma alla fine si trova costretta a rivelare tutto a Mrs. Carew che acconsente a recarsi a casa di James. |                   |                   |
| 36 | Un angelo nel vicolo 「路地裏の天使」 - rojiura no tenshi | 14 settembre 1986 | 3 settembre 1987  |
| 36 | Pollyanna e Mrs. Carew si recano a casa di James per appurare se si tratta effettivamente del piccolo Jamie, nipote della Carew. Nonostante tutto però, le due non riescono a scoprire la verità e Mrs. Carew, pur rifiutando l'idea che si tratti di suo nipote, non può fare a meno di notare la somiglianza fisica. A questo punto Pollyanna le propone di adottare comunque il bambino, ma lei, disorientata, si riserva di decidere. |                   |                   |
| 37 | Un altro Jamie 「本当のジェミーが欲しい!!」 - hontou no jiemi ga hoshii !! | 21 settembre 1986 | 5 settembre 1987  |
| 37 | Mrs. Carew è tormentata all'idea che il bambino del parco possa essere suo nipote, ma quando alla fine decide di adottarlo comunque, l'aspetta una sorpresa che nessuno si aspettava. |                   |                   |
| 38 | Alla ricerca della felicità 「どうして幸福になれないの?」 - doushite koufuku ninarenaino ? | 28 settembre 1986 | 7 settembre 1987  |
| 38 | Dopo lo smacco subito per il rifiuto di James, Mrs. Carew piomba in uno stato di depressione molto profonda che solo la dolcezza di Della e Pollyanna riusciranno a dissipare. |                   |                   |
| 39 | Una festa d'addio 「さよならパーティ事件」 - sayonara patei jiken | 5 ottobre 1986    | 9 settembre 1987  |
| 39 | Mrs. Carew organizza una festa d'addio in onore di Pollyanna alla quale permette di invitare anche James e Micky. Purtroppo i due bambini si presentano con i loro amichetti di Murphy Alley, il che non fa assolutamente piacere a Mrs. Carew. Al contrario Sadie, scopre di avere per James una particolare simpatia. |                   |                   |
| 40 | In giro per Boston 「たのしいボストン見物」 - tanoshii bosuton kenbutsu | 12 ottobre 1986   | 11 settembre 1987 |
| 40 | Il piccolo James riesce a conquistare Mrs. Carew. Pollyanna riparte per Beldingsville, è molto contenta e non vede l'ora di riabbracciare Jimmy. |                   |                   |
| 41 | Tempesta in arrivo 「嵐のはじまり」 - arashi nohajimari | 19 ottobre 1986   | 14 settembre 1987 |
| 41 | Per festeggiare la completa guarigione di Pollyanna, il dottor Chilton e zia Polly decidono di organizzare una festa, a cui partecipano, oltre a Pendelton e Jimmy, anche i domestici. Tutto sembra procedere bene. |                   |                   |
| 42 | L'incidente 「失われた帰り道」 - ushinawa reta kaerimichi | 26 ottobre 1986   | 15 settembre 1987 |
| 42 | Durante la festa in onore di Pollyanna, Chilton riceve una chiamata urgente da uno dei suoi pazienti dal quale deve recarsi in visita. Ma, sulla via del ritorno, scoppia un forte temporale e il dottor Chilton finisce in un precipizio. |                   |                   |
| 43 | Addio dottor Chilton 「死なないでチルトン先生!」 - shina naide chiruton sensei ! | 2 novembre 1986   | 16 settembre 1987 |
| 43 | Il dottor Chilton muore, lasciando Polly e Pollyanna ancora una volta sole. Ma Mrs. Carew e James verranno a far loro compagnia nonostante l'ostilità di Jimmy. |                   |                   |
| 44 | Giorni tristi 「悲しみをのりこえて」 - kanashimi wonorikoete | 9 novembre 1986   | 17 settembre 1987 |
| 44 | La morte del dottor Chilton lascia un gran vuoto nella vita di zia Polly che ritorna ad essere scontrosa e solitaria. Pollyanna, pensando di farle piacere, invita Mrs. Carew e James a Beldinsville. Subito dopo ci ripensa, ma è troppo tardi. |                   |                   |
| 45 | Il giardino abbandonato 「荒れた花園」 - are ta hanazono | 16 novembre 1986  | 18 settembre 1987 |
| 45 | Mrs. Carew e Jamie giungono a Beldinsville dove ricevono un'accoglienza cortese ma distaccata da parte di zia Polly, che continua a chiudersi nel suo dolore. Anche il vecchio Tom è caduto in uno stato d'apatia e non riesce a reagire positivamente alla tragedia. |                   |                   |
| 46 | Il mistero di Jamie Kent 「ジェミー・ケントの謎」 - jiemi . kento no nazo | 23 novembre 1986  | 21 settembre 1987 |
| 46 | Grazie all'intervento della signora Carew, zia Polly comincia a superare il dolore per la perdita del marito. La signora Carew fa finalmente la conoscenza del signor Pendelton e di Jimmy, ma quest'ultimo sembra ricordarle qualcuno. |                   |                   |
| 47 | Un gioco pericoloso 「危険な遊び」 - kiken na asobi | 30 novembre 1986  | 22 settembre 1987 |
| 47 | Jamie, Pollyanna e Jimmy si divertono molto insieme e quando arriva Sadie a trovarli, i quattro diventano inseparabili. Ma durante una gita nel bosco Pollyanna si va a cacciare in un brutto pasticcio. |                   |                   |
| 48 | Aiuto Jimmy! 「助けて!ジェミー」 - tasuke te ! jiemi | 7 dicembre 1986   | 23 settembre 1987 |
| 48 | Pollyanna nel tentativo di cogliere dei fiori vicino ad un burrone, cade rischiando la vita ma Jimmy la salva. Mrs. Carew spera sempre di trovare il vero Jamie e Mr. Pendelton è sempre più affettuoso con lei. |                   |                   |
| 49 | L'enigma risolto 「解きあかされた過去」 - toki akasareta kako | 14 dicembre 1986  | 24 settembre 1987 |
| 49 | La signora Carew è convinta che Jimmy sia il vero Jamie Kent. Pollyanna, ricordandosi di alcune carte segrete riguardanti la famiglia di Jimmy, si fa consigliare da zia Polly e decide di informare sia Pendelton che Jimmy. La busta dei documenti viene aperta e finalmente si scopre la verità: Jimmy Bean Pendelton in realtà è Jamie Kent. |                   |                   |
| 50 | Io sono Jamie 「ボクがジェミーだ!」 - boku ga jiemi da ! | 21 dicembre 1986  | 25 settembre 1987 |
| 50 | Ormai al corrente di essere il vero Jamie Kent, Jimmy decide di restare a vivere con il signor Pendelton. Anche Della e la signora Carew vengono informate della cosa. L'unico che non dovrà sapere niente è il piccolo James: per lui sarebbe troppo doloroso scoprire la verità. Mentre sono tutti riuniti, il bambino irrompe nella stanza e coglie un affettuoso abbraccio fra Jimmy e la signora Carew. |                   |                   |
| 51 | La felicità è qui! 「幸福はすぐそばに」 - koufuku hasugusobani | 28 dicembre 1986  | 26 settembre 1987 |
| 51 | Jamie, riconosce Jimmy, e Pollyanna si sente uno stupore di questo incontro, intanto il signor Pendelton, gli chiede la mano alla signora Carew, naturalmente una bellissima notizia. E tutti insieme saranno contenti che il signor Pendelton si sposa con la signora Carew. Così un giorno, Pollyanna e gli altri, andranno a trascorrere per qualche giorno a casa di montagna dei genitori di zia Polly. Una sera, tutti insieme si divertono per un falò. I mesi passano, e che alla fine in uno splendido giorno di Natale, Jimmy e Pollyanna si divertono a giocare sulla neve. |                   |                   |